# Nidularium pulcherrimum
Nidularium pulcherrimum är en gräsväxtart som beskrevs av Edmundo Pereira och Elton Martinez Carvalho Leme. Nidularium pulcherrimum ingår i släktet Nidularium och familjen Bromeliaceae. Inga underarter finns listade i Catalogue of Life.